# Choeromorpha mystica
Choeromorpha mystica är en skalbaggsart som först beskrevs av Francis Polkinghorne Pascoe 1869.  Choeromorpha mystica ingår i släktet Choeromorpha och familjen långhorningar.
Artens utbredningsområde är Filippinerna. Inga underarter finns listade i Catalogue of Life.